# ヒメカジイチゴ
ヒメカジイチゴ(姫梶苺、姫構苺、学名Rubus x medius kuntze)は、バラ科キイチゴ属に分類される落葉低木の一種。カジイチゴ(梶苺、構苺、学名Rubus trifidus)とニガイチゴ(苦苺、学名Rubus microphyllus)の雑種と考えられている。和名の由来は名の「姫」の通り、カジイチゴに比べるとの全体的に小さく見えるからである。

## 特徴
名の「姫」の通り、カジイチゴに比べるとの全体的に小さく見える。カジイチゴとニガイチゴの雑種とされている。茎はカジイチゴと違いニガイチゴに似ており、赤褐色である。また、葉はカジイチゴに似ており丸みを帯びた掌状で、3つか5つに浅裂、又は中裂する。だが、他のキイチゴ同様に葉の形状変異があるためニガイチゴに似た葉が出る場合もある。又、茎や葉脈には棘があるが、ない株もある。

## 花・果実
花はニガイチゴに似たノイバラ状でシワがあり、花弁が5枚である。果実は集合果で、薄いオレンジみの赤で、一粒一粒は丸い。

## 分布
本州(関東南部)、四国(高知県)に分布する。しかし母種は本州〜九州まで広く分布するため、本種も分布しているとの説もある。